# Aci Trezza
Aci Trezza (Siciliaans: Jaci Trizza) is een plaats (frazione) in de Italiaanse gemeente Aci Castello en heeft 4.949 inwoners (2011).
Voor de kust van Aci Trezza liggen drie grote, pilaarachtige eilandjes die "Isole dei Ciclopi" (eilanden van de cyclopen) worden genoemd. Volgens de legende zijn deze eilandjes de stenen die door de cycloop naar Odysseus werden gegooid, zoals verhaald in de Odyssee.
Begin 20e eeuw schonk senator en markies Luigi Gravina het eiland Lachea en zeven rotsen aan de universiteit van Catania voor wetenschappelijk onderzoek.
In 1948 nam Luchino Visconti zijn film La terra trema op in Aci Trezza. Deze film was gebaseerd op Giovanni Verga's boek I Malavoglia (1881), dat zich afspeelde in Aci Trezza. Voor de film werden geen professionele acteurs ingehuurd: de bewoners van Aci Trezza speelden zelf alle rollen.

## Toerisme
Aci Treza ligt aan de kust van de Ionische Zee en is een populaire binnenlandse vakantiebestemming. Jaarlijks vindt in de week van 24 en 25 juni het Festa di San Giovanni Battista plaats, genoemd naar Johannes de Doper, de beschermheilige van het plaatsje.

## Galerij

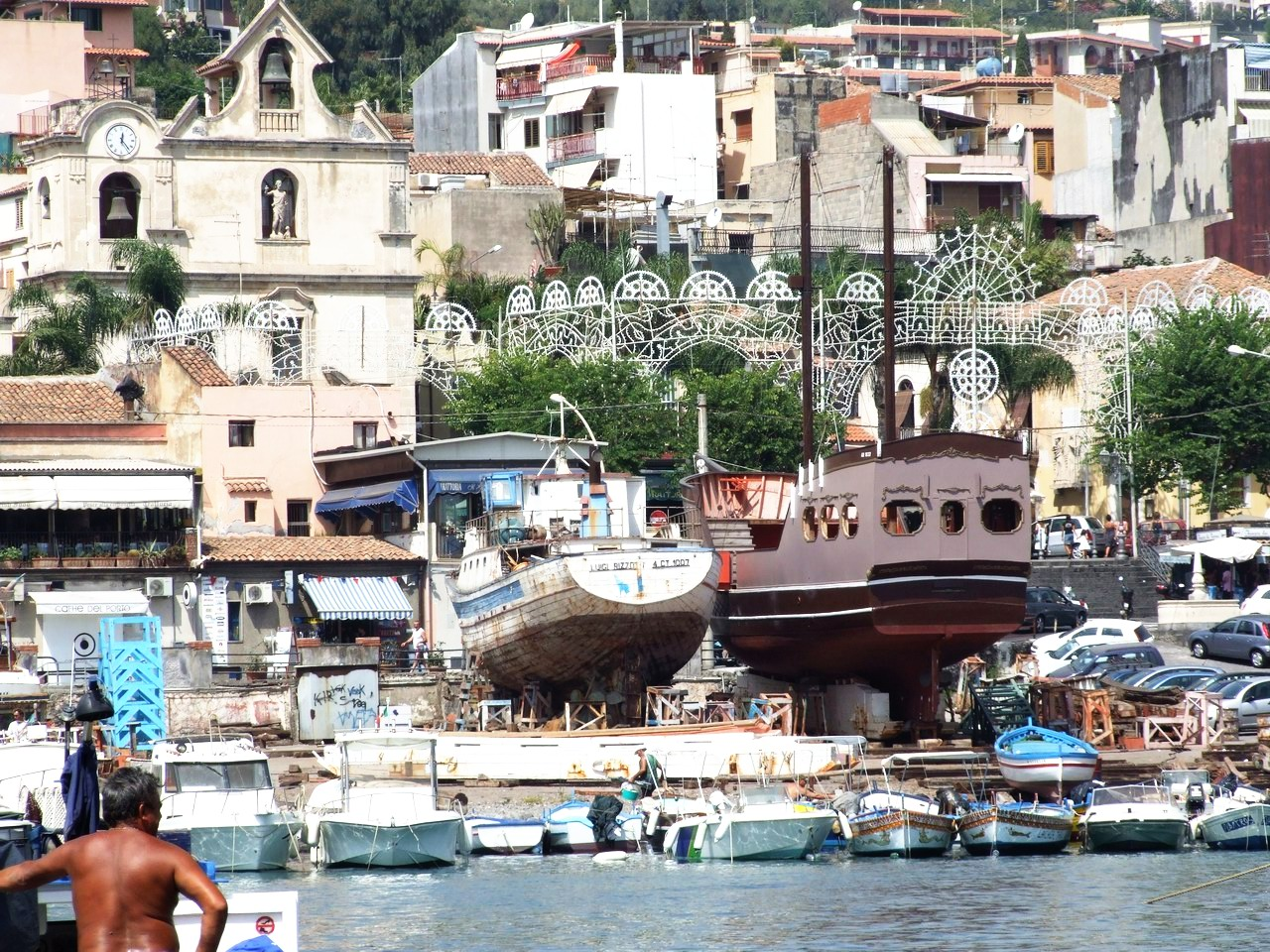
Downtown van Aci Trezza
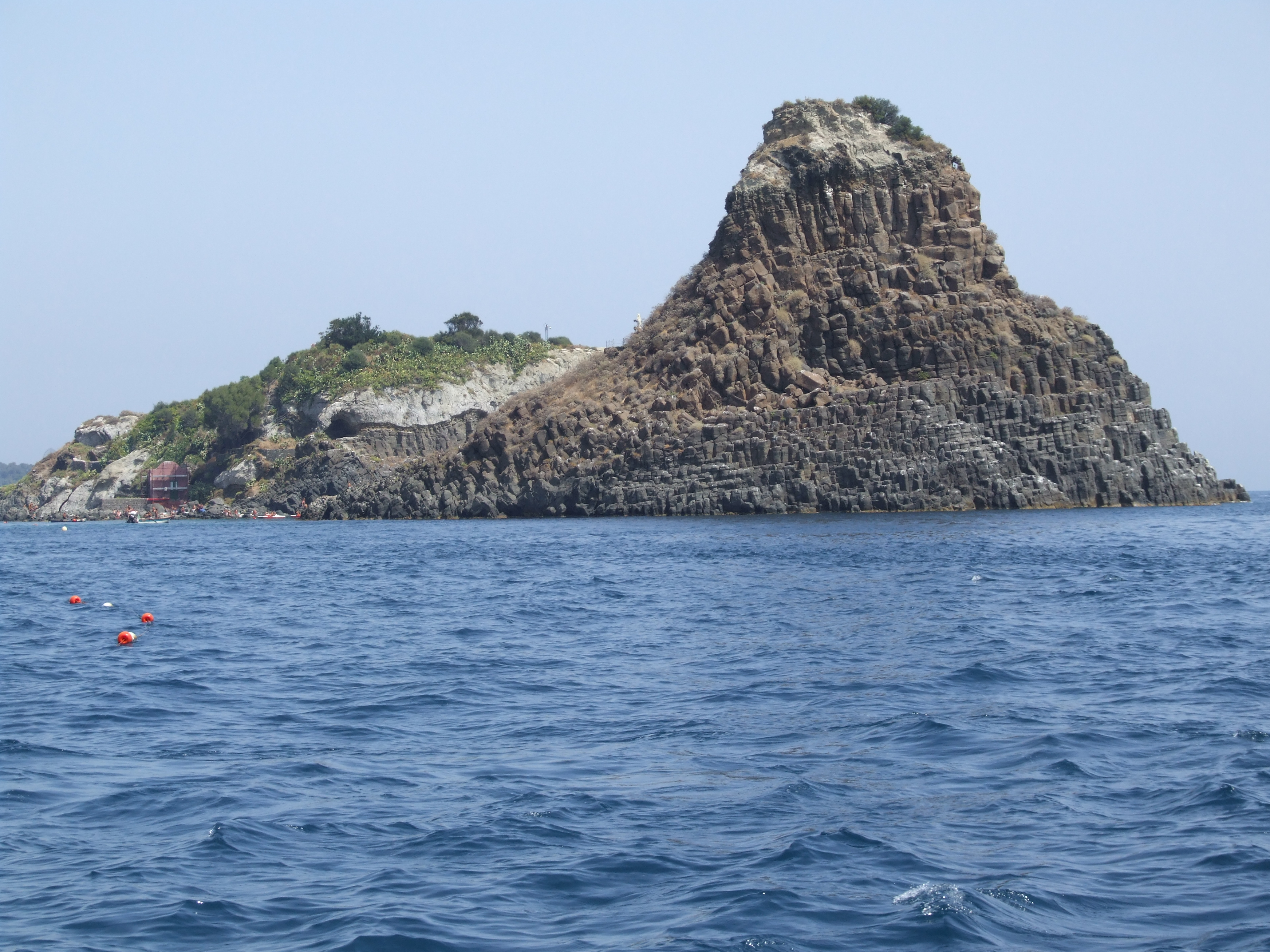
Lachea Eiland
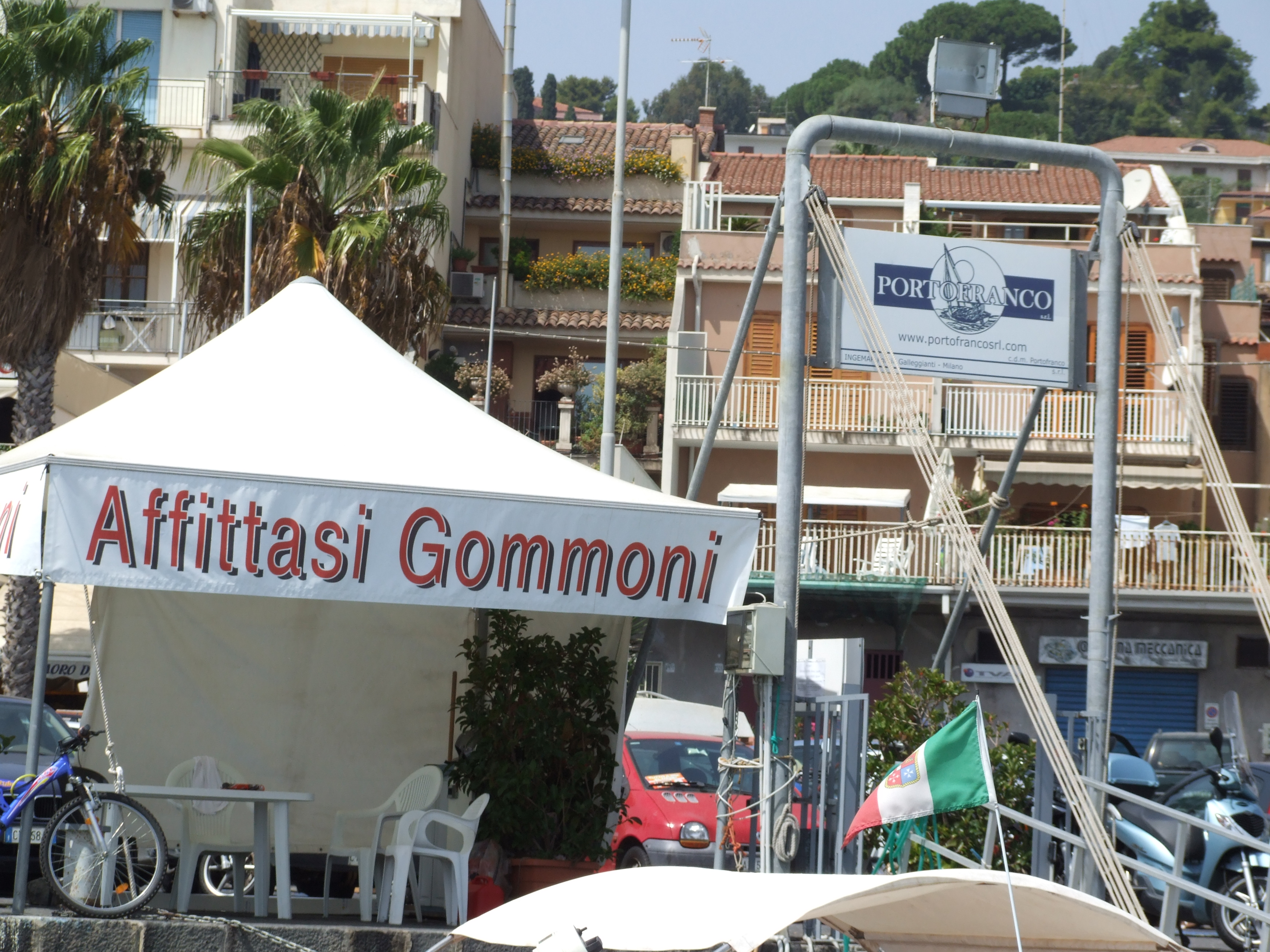
Nautic sports at Aci Trezza
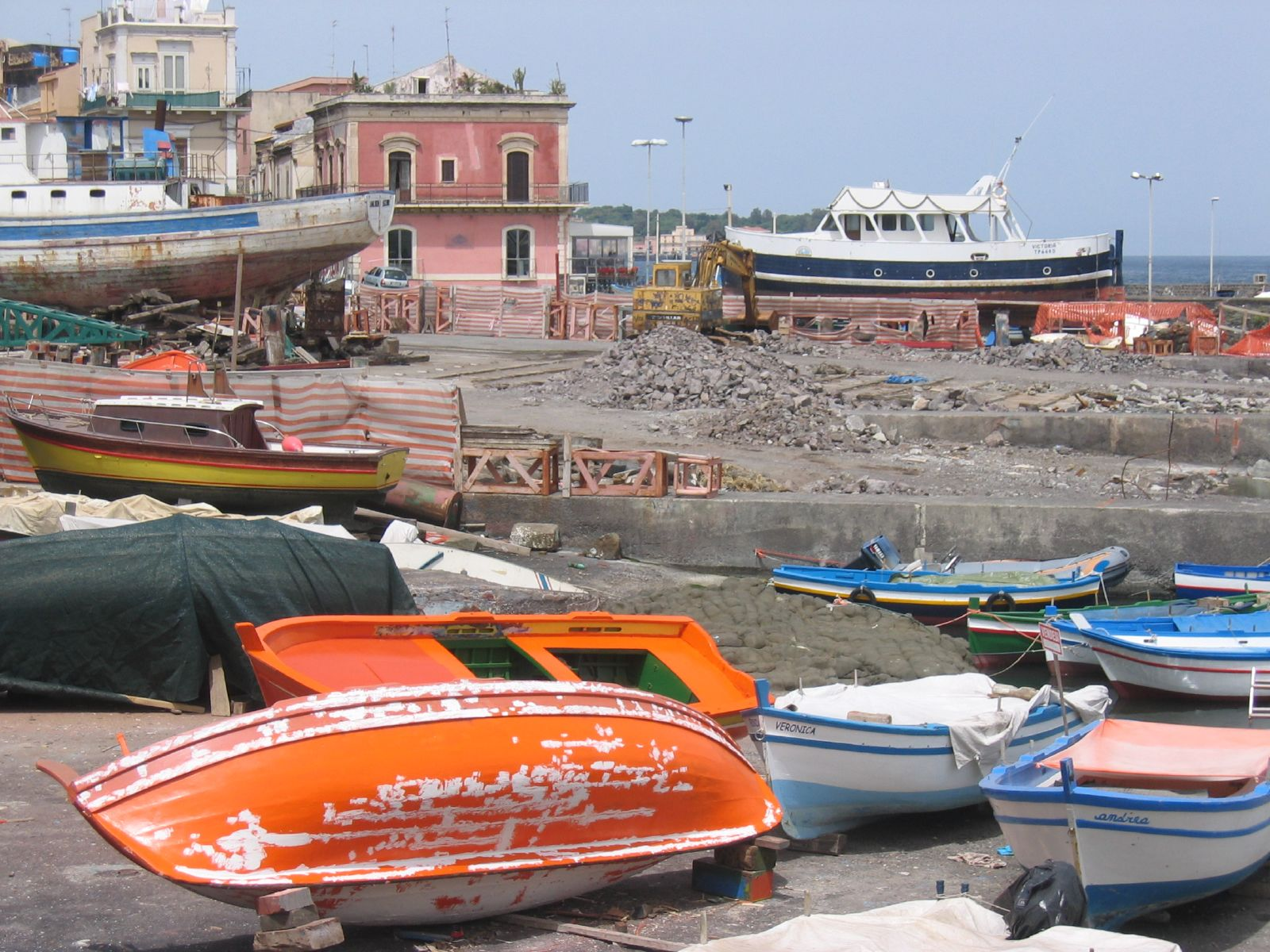
Boten uit het water
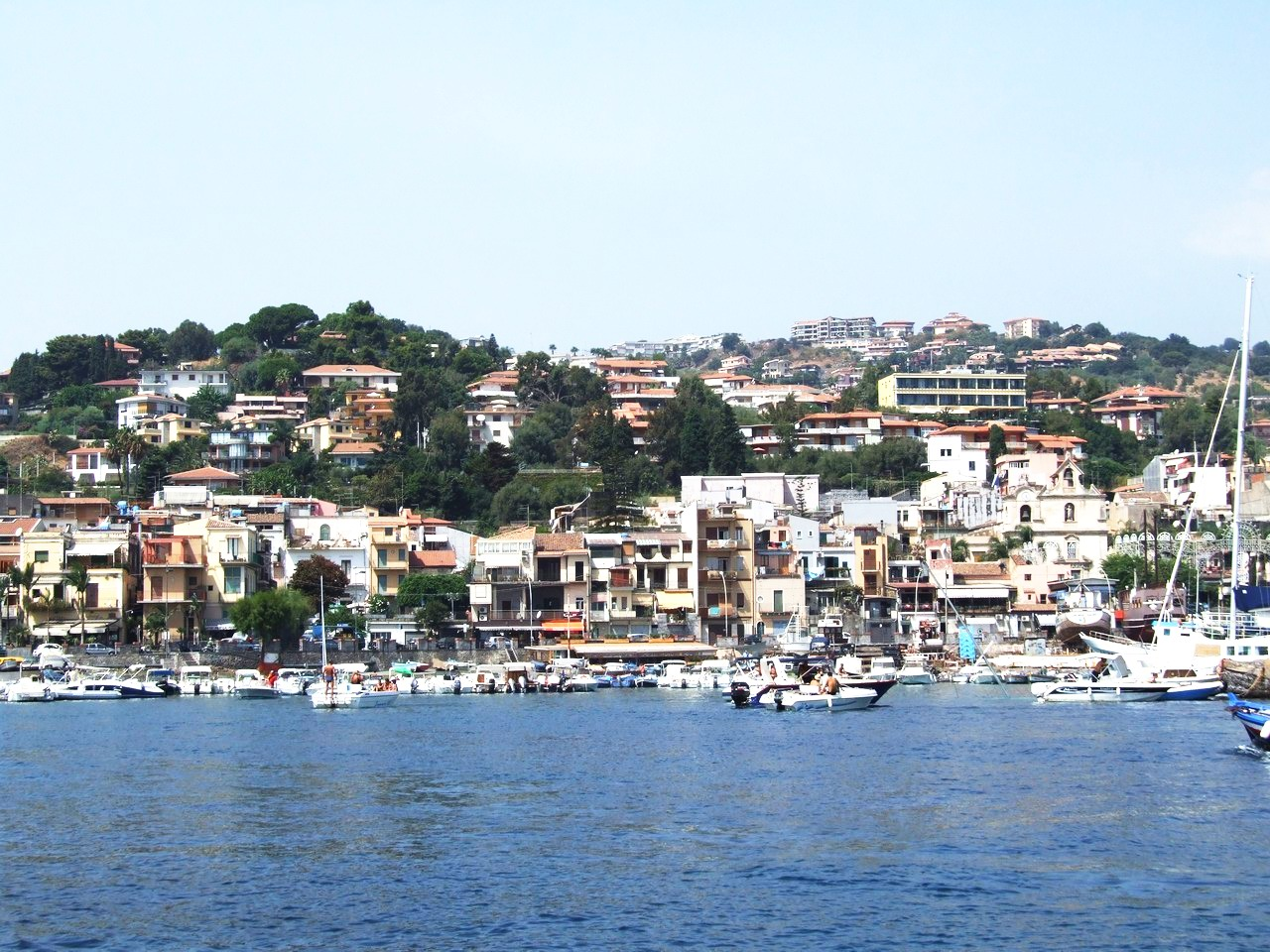
Panoramisch zicht van Aci Trezza
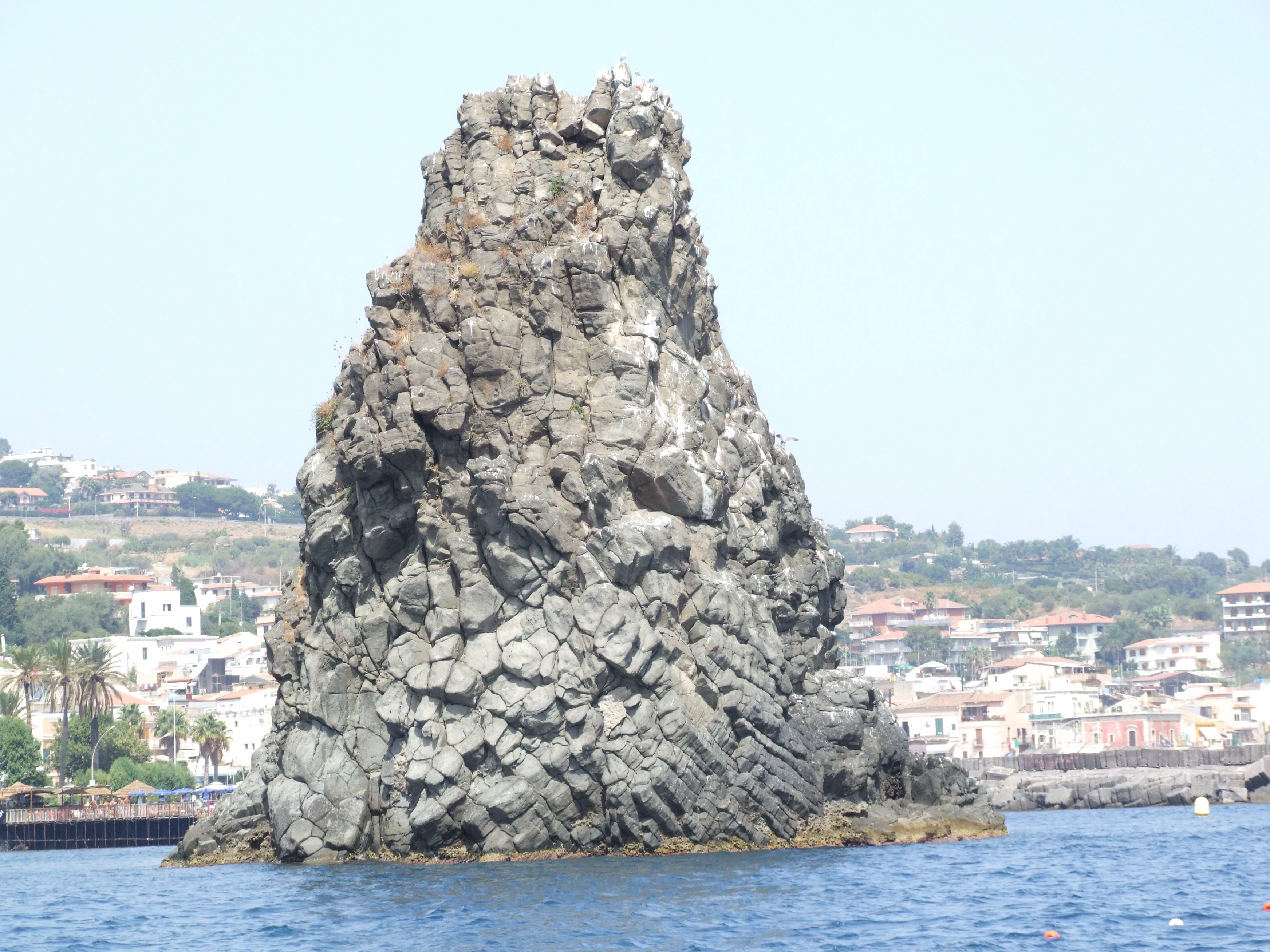
I faraglioni dei Ciclopi van Aci Trezza